# NGC 6794
NGC 6794 (również PGC 63241) – galaktyka spiralna (Sab), znajdująca się w gwiazdozbiorze Strzelca. Odkrył ją John Herschel 24 sierpnia 1834 roku.